# Türkiye Varlık Fonu

Logo des TVF

Der Türkiye Varlık Fonu (TVF; englisch Türkiye Wealth Fonds, TWF; deutsch Vermögensfonds der Türkei) ist ein im August 2016 gegründeter Staatsfonds, der sich im Besitz der türkischen Regierung befindet. Nach seiner Gründung wurde das Eigentum verschiedener Staatsunternehmen auf ihn übertragen. Im Jahr 2022 verfügte der TVF über ein Gesamtvermögen von über 300 Milliarden US-Dollar (5,6 Billionen türkische Lira). Als Stabilisierungsfonds liegt sein Schwerpunkt auf Investitionen in der heimischen Wirtschaft.

## Struktur
Der Vorsitzende (Chairman) des Fonds ist der türkische Präsident. Dieser ernennt den Geschäftsführer, den stellvertretenden Vorsitzenden und die Mitglieder des Vorstands (Board of Directors), welcher als Aufsichtsgremium fungiert.

## Geschichte
Der TVF wurde unter Präsident Recep Tayyip Erdoğan im August 2016 gegründet. Am 6. Februar 2017 wurde bekannt gegeben, dass Eigentumsanteile an verschiedenen Staatsunternehmen an den Fonds übertragen wurden, dazu gehörten unter anderem Türksat, Turkish Airlines und Ziraat Bankası. Der Fonds erhielt auch mehrere Grundstücke in Antalya, Aydın, Istanbul, Isparta, İzmir, Kayseri und Muğla, die zuvor dem türkischen Schatzamt gehörten.
Der TVF war ursprünglich dem türkischen Ministerpräsidenten Binali Yıldırım unterstellt, der den Geschäftsführer, den stellvertretenden Vorsitzenden und die Vorstandsmitglieder ernannte. Durch das Verfassungsreferendum in der Türkei im April 2017 änderte sich dies, da das Amt des Ministerpräsidenten abgeschafft wurde. Im Einklang mit dieser Änderung wurde das TVF-Gesetz dahingehend geändert, dass der türkische Staatspräsident den Vorsitz der TVF übernahm Am 12. September wurde Präsident Erdoğan zum Vorsitzenden des Fonds. Er bestimmte umgehend seinen Schwiegersohn Berat Albayrak zum stellvertretenden Vorsitzenden.

## Zielsetzung
Der TVF soll die Entwicklung der türkischen Wirtschaft durch strategische Investitionen vorantreiben und diese in Krisenzeiten stabilisieren. Als die vier strategische Ziele des Fonds werden genannt:
- den Wert der Vermögenswerte des Fonds zu steigern
- Bereitstellung von Kapital für strategische Investitionen in der Türkei
- Eigenkapitalinvestitionen zur Unterstützung der internationalen wirtschaftlichen Ziele der Türkei
- Stabilisierung und Entwicklung der Finanzmärkte.

Er spielt auch eine Schlüsselrolle bei dem Ziel, die türkische Wirtschaft bis 2053 durch Investitionen in erneuerbare Energien klimaneutral zu machen. Auch die Unterstützung von Jungunternehmen und Start-ups gehört zu den Zielen. Dafür wurde im März 2023 gemeinsam mit der ADQ (dem Staatsfonds von Abu Dhabi) der Türkiye Technology Fund gegründet und mit 300 Millionen US-Dollar an Kapital ausgerüstet.

## Investitionen
Im Gegensatz zu anderen Staatsfonds wie z. B. dem Norwegischen Pensionsfonds liegt der Fokus der Anlagen des TVF auf dem Inland. So kontrolliert der Fonds über 30 heimische Unternehmen, die in ihren Sektoren häufig führende Rollen einnehmen, was dem Fonds einen sehr großen Einfluss auf Investitionsentscheidungen in der türkischen Wirtschaft gibt. Knapp 70 Prozent der Vermögenswerte des Fonds waren im Banken- und Finanzwesen investiert. Ebenfalls bedeutend sind die Bereiche Energie (12 %) und Verkehr/Logistik mit knapp 10 %.
Der TVF besitzt Anteile an unter anderem den folgenden Unternehmen (Stand: Januar 2025).
- Borsa Istanbul (80 %)
- BOTAŞ (100 %)
- Halkbank (91,5 %)
- Kardemir (4,4 %)
- PTT (100 %)
- Turkcell (26,2 %)
- Türkiye Petrolleri (100 %)
- Türksat (100 %)
- Türk Telekom (61,7 %)
- Turkish Airlines (49,2 %)
- VakıfBank (74,5 %)
- Ziraat Bankası (100 %)

Der Fonds kontrolliert auch verschiedene Immobilien im Land und den Hafen von Izmir und investierte in das Projekt İstanbul Finans Merkezi, mit dem ein führendes Finanzzentrum in Istanbul aufgebaut werden soll.

## Mitgliedschaften
Er ist Mitglied im International Forum of Sovereign Wealth Funds (IFSWF) und hat sich damit verbunden auch den Santiago-Prinzipien für angemessenes Handeln und ordentlicher Geschäftstätigkeit verschrieben.